# تاکشی تسورونو
تاکشی تسورونو (انگلیسی: Takeshi Tsuruno؛ زادهٔ ۲۶ مهٔ ۱۹۷۵) بازیگر، خوانندگی اهل ژاپن است. وی از سال ۱۹۹۲ میلادی تاکنون مشغول فعالیت بوده‌است.